# Untogether
Untogether è un film del 2018 diretto da Emma Forrest.
Pellicola drammatica statunitense con protagonisti Jamie Dornan, Ben Mendelsohn, Lola Kirke e Jemima Kirke.

## Trama
Andrea è una giovane scrittrice in crisi che vive con la sorella minore Lola e il compagno molto più grande di lei, ex musicista.
Andrea, una sera conosce un giovane medico, Nick, divenuto famoso per avere scritto un libro d'amore che si svolge a Gaza, finendoci a letto.
Le vicende dei quattro personaggi e del gatto rosso che vive con le ragazze si intrecciano insieme alle rispettive paure.

## Produzione
Il film segna il debutto alla regia di Emma Forrest che ha scritto anche la sceneggiatura. La produzione del film è iniziata il 17 ottobre 2016, Billy Crystal e Jennifer Grey si sono uniti al cast del film nel novembre dello stesso anno.
Le riprese si sono svolte a Los Angeles.

## Distribuzione
Il film è stato presentato in anteprima mondiale al Tribeca Film Festival il 23 aprile 2018. Poco dopo, Freestyle Digital Media ha acquisito i diritti di distribuzione del film distribuendolo negli Stati Uniti l'8 febbraio 2019.